# Zeinheim
Zeinheim es una localidad y comuna francesa, situada en el departamento de Bajo Rin de la Región de Gran Este.
Limita al noreste con Landersheim, al este con Willgottheim, al suroeste con Rangen y al noroeste con Knœrsheim.

## Demografía
| Gráfica de evolución demográfica de Zeinheim entre 2006 y 2018 |
|                                                                |

Fuentes: INSEE.